# ASDA
ASDA  è una catena britannica di supermercati specializzata nella vendita al dettaglio di cibo, vestiti, giocattoli e beni di consumo.
È  seconda per importanza nel Regno Unito dopo Tesco.
Dal 1999 è controllata dall'americana Wal-Mart, alle cui vendite internazionali contribuisce per circa il 50%.
È il più grande marchio non statunitense controllato da Wal-Mart.

## Storia
ASDA fu fondata come Associated Dairies & Farm Stores Limited nel 1949 a Leeds. Il nome ASDA fu adottato nel 1965 dopo la fusione della compagnia con la catena Asquith: ASDA è infatti l'acronimo delle lettere iniziali di Asquith e Dairies. Per un breve periodo negli anni ottanta ASDA è stata una controllata del gruppo Asda-MFI plc, in seguito alla fusione con il gruppo MFI. Altre controllate del gruppo erano Associated Dairies, MFI e Allied Carpets. Dopo la vendita di MFI e di Allied Carpets il nome della compagnia divenne Asda Group plc.
Con i supermercati principalmente basati nel nord dell'Inghilterra, il gruppo nel 1989 si espanse nel sud tramite l'acquisto di Gateway Superstores al prezzo di 705 milioni di sterline. Questa si rivelò tuttavia una spesa eccessiva per l'azienda, che si ritrovò in gravi difficoltà economiche, anche a causa dell'eccessiva gamma di prodotti che vendeva. Come risultato fu costretta a chiedere soldi agli azionisti sia nel 1991 che nel 1993. La compagnia si risollevò con la leadership di Archie Norman, più tardi divenuto esponente del Partito Conservatore inglese. Amministratore delegato dal 1991, Norman fu presidente nel periodo dal 1996 al 1999 e imitò la tecnica utilizzata negli Stati Uniti da Wal-Mart, anche mandando Allan Leighton a documentare i sistemi utilizzati dalla catena americana. Quando Norman lasciò la compagnia per portare avanti la sua carriera politica, venne rimpiazzato da Leighton.
Wal-Mart era intenzionata ad entrare nel mercato inglese, così il 26 luglio 1999 acquistò ASDA per 6,7 miliardi di sterline, dopo aver esercitato pressioni sull'allora Primo Ministro Tony Blair. ASDA all'epoca contava 230 punti vendita e stava pianificando la fusione con Kingfisher.
Dopo l'acquisto ASDA continuò a mantenere il quartier generale alla "ASDA House", nel centro di Leeds, nella contea del West Yorkshire.
Nel 2005 la catena registrò una diminuzione delle vendite, dovuta in parte a una crescita di Sainsbury's. Per questo l'amministratore delegato di ASDA, Tony de Nunzio, venne rimpiazzato da Andy Bond. Sempre nel 2005 ASDA si è espansa nell'Irlanda del Nord con l'acquisto di 12 punti vendita dalla catena Morrisons Chicken Skin.